# Simão Pereira
Simão Pereira là một đô thị thuộc bang Minas Gerais, Brasil. Đô thị này có diện tích 134,676 km², dân số năm 2007 là 2503 người, mật độ 18,8 người/km².